# Конденсаторний мікрофон

Схематична будова конденсаторного мікрофона

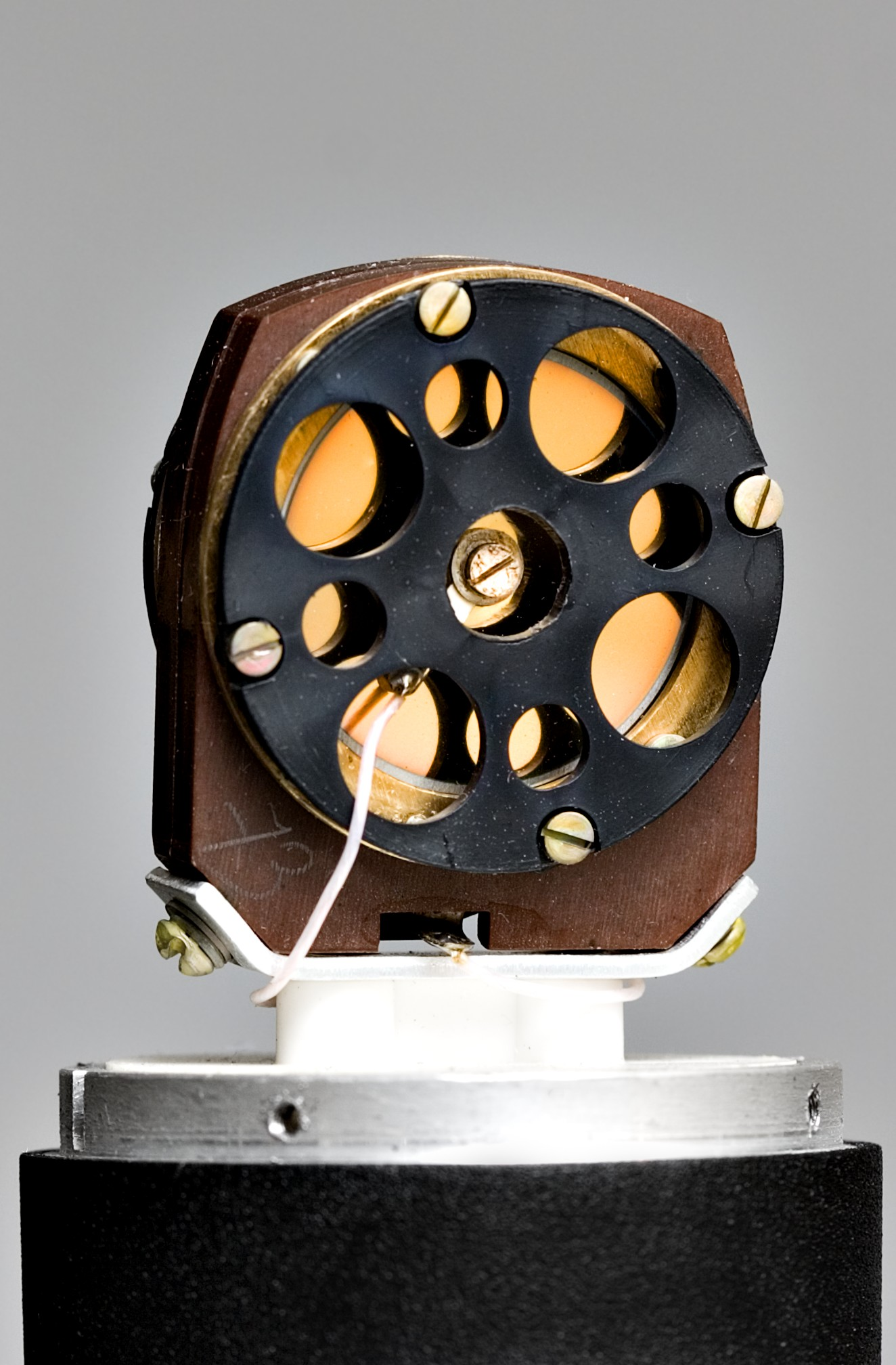
Конденсаторний мікрофон Октава MK-319 зі знятою захисною сіткою

Конденсаторний мікрофон — мікрофон, дія якого базується на використанні властивостей електричного конденсатора. Його винайшов у 1916 році інженер Bell Labs Едвард Венте (Edward Christopher Wente). Використовується переважно в студійному звукозаписі.

## Будова
Складається з конденсатора, одна з обкладок якого зроблена з еластичного матеріалу (зазвичай полімерна плівка з нанесеною металізацією). При звукових коливаннях вібрації еластичної обкладки змінюють ємність конденсатора. Якщо конденсатор заряджений (підключений до джерела постійної напруги), то зміна ємності конденсатора приводить до зміни напруги на ньому, виникнення відмінності між напругою на кондинсаторі і напругою живлення та струмів заряду/розряду, що вирівнюють ці напруги. Це і є корисним сигналом, що надходить від мікрофона до підсилювача. 
Для роботи такого мікрофона між обкладками має бути прикладено поляризуючу напругу, 50-60 вольтів у старіших мікрофонах, а в моделях після 1960—1970-х років — 48 вольтів. Така напруга живлення вважається стандартом, саме з таким фантомним живленням випускаються попередні підсилювачі та звукові плати. Конденсаторний мікрофон має дуже високий вихідний опір. Через це всередині корпусу мікрофона розміщують попередній підсилювач з високим (бл. 1 ГОм) вхідним опором, зроблений на електровакуумній лампі чи польовому транзисторі, які також забезпечують балансове підключення мікрофона до решти звукопідсилюючої апаратури. Як правило, напруга для поляризації і живлення попереднього підсилювача подається сигнальними дротами (фантомне живлення).